# Masayoshi Matsukata
Masayoshi Matsukata (jap. 松方 正義 Matsukata Masayoshi; ur. 25 lutego 1835 w Kagoshimie, zm. 2 lipca 1924 w Tokio) – japoński polityk, książę, genrō.
Pochodził z rodziny samurajskiej. Zaangażował się w działania mające na celu przywrócenie realnej władzy cesarza. Po wprowadzeniu systemu gabinetowego kilka razy pełnił funkcję ministra finansów (1885–1892, 1892, 1896–1898, 1898–1900). Był również premierem (1891–1892, 1896–1898) i ministrem środka (1917–1922).